# Alice Gruia
Alice Gruia (* 1983 in Ratingen) ist eine deutsche Schauspielerin, Filmproduzentin, Filmregisseurin und Drehbuchautorin.

## Leben
Gruia wurde 1983 in Ratingen geboren und wuchs in Bonn auf. An der Universität Trier studierte sie Philosophie, Psychologie und Soziologie und leitete parallel dazu eine Theatergruppe. Sie leistete in Rom europäischen Freiwilligendienst. Anschließend lernte Gruia das Schauspiel von 2006 bis 2009 am Theater der Keller in Deutz (Köln). Anschließend belegte sie Schauspielkurse am William Esper Studio in New York City, Paris und Sydney. Sie spricht Englisch, Italienisch, Französisch und etwas Rumänisch.
Während ihrer Zeit in Australien ab 2009 begann sie mit Tätigkeiten auch hinter der Kamera. 2012 erschien der Dokumentarfilm Rodicas, der von ihrer Großmutter und deren bester Freundin handelt. Er wurde auf der Berlinale 2012 und weiteren Filmfestivals gezeigt und ausgezeichnet. 2014 hatte sie eine Rollenbesetzung in dem Kurzfilm Alpha und eine Nebenrolle in Stromberg – Der Film. Von 2015 bis 2017 verkörperte sie die Rolle der Christine Wolfshagen in insgesamt sieben Episoden der Fernsehserie Club der roten Bänder und dem 2019 erschienenen Film Club der roten Bänder – Wie alles begann. 2016 nahm sie mehrere Preise für die Ensemble-Leistung entgegen. Seit 2021 spielt sie in der Fernsehserie Lu von Loser die titelgebende Hauptrolle der Lu. Sie ist außerdem für das Drehbuch, die Produktion und die Regie zuständig. 2021 übernahm sie die Rolle der Daniela Schmitz in acht Episoden der Vorabend-Fernsehserie Rentnercops.

## Filmografie (Auswahl)

### Schauspiel
- 2014: Alpha (Kurzfilm)
- 2014: Stromberg – Der Film
- 2015–2017: Club der roten Bänder (Fernsehserie, 7 Episoden)
- 2016: Fritz Lang – Der andere in uns
- 2016: Marie Brand und die rastlosen Seelen (Fernsehfilm)
- 2017: Vergewaltigt wird hier keiner (Kurzfilm)
- 2017: Dieter Not Unhappy
- 2019: Club der roten Bänder – Wie alles begann
- seit 2021: Lu von Loser (Fernsehserie)
- 2021: Rentnercops (Fernsehserie, 8 Episoden)
- 2021: Geschlechterkrise
- 2024: Doppelhaushälfte (Fernsehserie, 1 Episode)

### Produktion, Regie und Drehbuch
- 2012: Rodicas (Dokumentarfilm)
- 2017: Vergewaltigt wird hier keiner (Kurzfilm)
- seit 2021: Lu von Loser (Fernsehserie)
- 2023: Seid einfach wie ihr seid (Spielfilm)

## Theater (Auswahl)
- 2005: Auf der Suche, Eigenregie
- 2006–2008: Spieglein, Spieglein, Regie: Anita Pop (Theater Marabu/Brotfabrik Bonn)
- 2007: Shortcuts Beckett, Regie: Thomas Ulrich (Theater im Bauturm)
- 2009: norway.today, Regie: Thomas Ulrich (Orangerie Köln, Brotfabrik Bonn)

## Auszeichnungen
- 2012: Siciliambiente Festival, 1. Jurypreis als bester Dokumentarfilm Rodicas
- 2016: Bunte New Faces Award – Sonderpreis Bestes Ensemble Club der roten Bänder
- 2016: Deutscher Schauspielerpreis – Bestes Ensemble Club der roten Bänder
- 2021: Silver Award für Lu von Loser (DC Web Fest)
- 2021: Best Pilot Award (Japan Web Fest)
- 2021: Nominierung für den Deutschen Fernsehpreis für Lu von Loser in der Kategorie „Beste Comedy“
- 2022: Nominierung für den Grimme-Preis für Lu von Loser in der Kategorie „Beste Fiktion“